# Fajac-en-Val
Fajac-en-Val  ist eine französische Gemeinde mit 51 Einwohnern (Stand 1. Januar 2022) im Département Aude in der Region Okzitanien. Sie gehört zum Arrondissement Carcassonne und zum Kanton La Montagne d’Alaric.

## Lage
Hier entspringt das Flüsschen Lauquette und durchquert das Gemeindegebiet.
Nachbargemeinden von Fajac-en-Val sind Monze im Osten, Arquettes-en-Val im Süden und Mas-des-Cours im Nordwesten.

## Bevölkerungsentwicklung
| Jahr      | 1962 | 1968 | 1975 | 1982 | 1990 | 1999 | 2013 |
| Einwohner | 35   | 32   | 26   | 33   | 32   | 30   | 37   |